# Communes de la province de Gorizia
- Haut – A
- B
- C
- D
- E
- F
- G
- H
- I
- J
- K
- L
- M
- N
- O
- P
- Q
- R
- S
- T
- U
- V
- W
- X
- Y
- Z

## C
- Capriva del Friuli
- Cormons

## D
- Doberdò del Lago
- Dolegna del Collio

## F
- Farra d'Isonzo
- Fogliano Redipuglia

## G
- Gorizia
- Gradisca d'Isonzo
- Grado

## M
- Mariano del Friuli
- Medea
- Monfalcone
- Moraro
- Mossa

## R
- Romans d'Isonzo
- Ronchi dei Legionari

## S
- Sagrado
- San Canzian d'Isonzo
- San Floriano del Collio
- San Lorenzo Isontino
- San Pier d'Isonzo
- Savogna d'Isonzo
- Staranzano

## T
- Turriaco

## V
- Villesse